# The Human Centipede 3 (Final Sequence)
The Human Centipede 3 (Final Sequence) è un film del 2015 scritto e diretto da Tom Six.
Commedia horror, sequel di The Human Centipede 2 (Full Sequence) e capitolo finale della trilogia del centopiedi umano.

## Trama
Bill Boss, il folle e violento direttore di un carcere americano, e Dwight Butler, il suo contabile, hanno appena finito di vedere il dvd del film The Human Centipede 2 (Full Sequence). Mentre Dwight e Daisy, la giovane segretaria di Bill, affermano di aver apprezzato il film, il direttore dice di esserne stato disgustato. Subito dopo vengono a sapere che un detenuto ha assalito e ferito un secondino e, come punizione, Bill gli frattura un braccio; il direttore vuole ottenere a tutti i costi rispetto da parte dei detenuti ed è convinto che il sistema migliore sia minacciarli e terrorizzarli con violenze e torture.
Dopo una visita del governatore Hughes, che è insoddisfatto dei metodi di Bill e minaccia di licenziarlo se non apporterà dei cambiamenti, il direttore del carcere tiene un discorso intimidatorio ai detenuti, castra personalmente e mangia i testicoli di uno di loro. Dopo aver avuto un incubo in cui veniva assalito dai detenuti, Bill decide di dare ascolto alla proposta di Dwight, che intende creare un enorme centopiedi umano unendo gli ani e le bocche dei detenuti come nei film che avevano visto insieme: una punizione che scoraggerà chiunque a opporsi e a commettere reati. Dopo aver convocato Tom Six (regista e sceneggiatore dei film sul centopiedi umano) per una consulenza, Bill si convince a mettere in pratica il suggerimento di Dwight; lo stesso Tom Six afferma, infatti, che l'idea alla base del proprio film è possibile dal punto di vista medico e chiede di poter assistere alla realizzazione del progetto.
Dopo aver mostrato anche ai detenuti i film di Tom Six, Bill rivela le proprie intenzioni ai prigionieri, che danno il via a una rivolta, ma vengono fermati e rispediti nelle loro celle. Bill spara dei tranquillanti a tutti i carcerati e (dopo aver ucciso i prigionieri non idonei) inizia a realizzare con il dottore del carcere il gigantesco centopiedi umano cucendo insieme cinquecento detenuti, che viene terminato in tempo per l'ispezione del governatore. Hughes rimane sconvolto vedendo che hanno incluso nel centopiedi umano anche la segretaria di Bill (che era stata ricoverata nell'ospedale della prigione); Dwight e il direttore, inoltre, hanno creato un "bruco umano" con i prigionieri condannati a morte e gli ergastolani, nel quale ai detenuti sono anche state amputate braccia e gambe.
Inizialmente il governatore critica ferocemente il progetto di Dwight e Bill (che per la rabbia uccide il medico del carcere), ma poi ci ripensa e si congratula con loro, affermando che la loro idea potrà essere estesa anche ad altre carceri. Quando si rende conto che Dwight vuole prendersi il merito del progetto, Bill lo uccide e nel finale sale completamente nudo sulla torre di osservazione, urlando e ammirando con soddisfazione l'enorme centopiedi creato.

## Produzione
Per il terzo e ultimo film della serie il regista Tom Six ha riunito i protagonisti delle due precedenti pellicole, Dieter Laser e Laurence R. Harvey, assegnando loro il ruolo di due nuovi personaggi completamente diversi: Laser interpreta il direttore di un carcere impulsivo, impotente e che urla in continuazione, mentre Harvey è il brillante e loquace contabile che collabora con lui. Il film è ambientato negli Stati Uniti d'America ed è stato girato in stile hollywoodiano, seguendo le indicazioni date dai fan, con l'utilizzo del widescreen, colori vivaci e grandi musiche. Conseguentemente, anche il cast è caratterizzato dalla presenza di attori statunitensi, tra i quali spicca il candidato al Premio Oscar Eric Roberts che ha dichiarato di essere un ammiratore del primo film della serie. Nonostante il film fosse tutto ambientato in una prigione maschile, Six ha voluto introdurre una presenza femminile e ha scelto la pornostar Bree Olson come prototipo di donna statunitense.
The Human Centipede 3 (Final Sequence) è incentrato sull'idea di "punizione", da cui il regista afferma di avere originariamente tratto ispirazione per la creazione del "centopiedi umano", e assume i toni della satira introducendo pure una critica politica (la prigione prende nome da George H. W. Bush), oltre a reintrodurre i riferimenti al nazismo, con le origini tedesche di Bill Boss, e riferimenti ai metodi utilizzati nel campo di prigionia di Guantánamo. Inoltre, il "lieto fine" con l'accettazione istituzionale del "centopiedi umano" come metodo di rieducazione, dissuasione e sistema utile per il risparmio di risorse finanziarie dell'amministrazione carceraria prefigura un futuro distopico.
Così come nel film precedente, anche in quest'ultimo prende forma il metacinema e inoltre appare in un cameo lo stesso regista in modo autoreferenziale. 
É da segnalare, inoltre, la sarcastica scena in cui un detenuto, dopo aver visto il primo film della saga, afferma con molta enfasi: «Questa spazzatura fa parte di un mondo in cui le stelle non brillano», che è la frase con cui il critico Roger Ebert aveva concluso la sua recensione estremamente critica di The Human Centipede (First Sequence).

## Distribuzione
Il film ha debuttato il 22 maggio 2015 nelle sale cinematografiche americane e su piattaforma video on demand. Contrariamente al suo predecessore non ha avuto particolari problemi con la censura, essendo stato proibito nella sua versione integrale solamente in Germania. Nel Regno Unito, Australia e Nuova Zelanda è stato vietato ai minori di 18 anni.

## Accoglienza
The Human Centipede 3 (Final Sequence) ha ricevuto generalmente un'accoglienza negativa dalla critica. Sul sito aggregatore Rotten Tomatoes ha ottenuto il 17% delle recensioni professionali positive, con un voto medio di 2,2 su 10 basato su 46 critiche, mentre su Metacritic ha ricevuto una valutazione di 5 su 100, basata su 15 recensioni. Finanche Brad Miska di Bloody Disgusting, grande sostenitore della serie sul centopiedi umano creata da Tom Six, ha espresso una valutazione completamente negativa su questo terzo film che ha definito 100% noioso, rimproverando al regista di essersi concentrato troppo sull'essere politicamente offensivo trascurando tutti gli aspetti più disturbanti.

## Riconoscimenti
- 2015 - Internet Film Critic Society
  - Premio peggior film
- 2016 - Fangoria Chainsaw Awards
  - Candidatura a peggior film
- 2016 - Razzie Awards
  - Candidatura per il peggior regista a Tom Six
  - Candidatura per il peggior prequel, remake, rip-off o sequel